# 김윤형
김윤형(金允炯, 1949년 6월 3일 ~ )은 대한민국의 배우이다. 1968년에는 동양방송 7기 공채 탤런트로 정식 데뷔하였다.

## 출연작

### TV 드라마
- 1972년 《어머니》 TBC 드라마 – 뿌때 역
- 1982년 《풍운》 KBS1TV 대하드라마 - 오시마 요시마사 역
- 1983년 《개국》 KBS1TV 대하드라마 - 기철 역
- 1983년 《전우》 KBS2TV 반공드라마 - 김일병 역
- 1983년 《방앗간 주인》 KBS1TV 문학관 - 맹진사댁 경사 역
- 1989년 《무풍지대》 KBS2TV 수목드라마 - 경찰 역
- 1990년 《마당 깊은 집》 MBC 월화드라마
- 1990년《파천무》 KBS2TV 월화드라마 - 박호문 역
- 1990년 《여명의 그날》 KBS1TV 대하드라마 - 김강 역
- 1991년 《여명의 눈동자》MBC 수목드라마
- 1992년 《삼국기》 KBS1TV 대하드라마 - 소정방 역
- 1993년 《제3공화국》 MBC 드라마 - 정건영 역
- 1994년 《한명회》 KBS2TV 월화드라마 - 양정 부하 역
- 1995년 《최충헌과 이의민》 KBS1TV 역사의 라이벌 - 이의민 역
- 1995년 《장녹수》 KBS2TV 월화드라마 - 역인 역
- 1995년 《서궁》 KBS2TV 월화드라마 - 용골대 역
- 1995~1996년 《제4공화국》 MBC 드라마 - 정재호, 김정일 역
- 1995~1996년 《찬란한 여명》 KBS1TV 대하드라마 - 쓰지 가쿠사부로 역
- 1996년 《임꺽정》 SBS 대하사극 - 해주부윤 역
- 1995~1997년 《용의눈물》 KBS1TV 대하드라마 - 유만수 역
- 2000년 《꼭지》 KBS2TV 주말연속극
- 2000~2002년 《태조왕건》 KBS1TV 대하드라마 - 기훤 역
- 2000~2001년 《천둥소리》 KBS2TV 특별기획드라마 - 강홍립 역
- 2001년 《여인천하》SBS 대하드라마 - 백도주 상단의 행수 역
- 2001년 《명성황후》 KBS2TV 대하드라마 - 무쓰 무네미쓰 (강태기 대역)
- 2002년 《야인시대》 SBS 대하드라마 - 여운형 역
- 2003년 《왕의 여자》 SBS 대하드라마 - 광해군 집사 역
- 2003년 《영웅시대》 MBC 특별기획 대하드라마 - 건설노동자 역
- 2004년 《제5공화국》 MBC 특별기획 드라마 - 이규동 역
- 2005년 《연개소문》 SBS 대하사극 - 수나라 장군 맥철장 역
- 2006년 《랍스터를 먹는 시간》 KBS 드라마 – 옥포조선소 사무과장 역

### 성극
- 《어디에 계십니까》
- 《빠글빠글 시스터즈》
- 《퀸에스터》
- 《건너가게 하소서》
- 《영문 밖의 길》

## 학력
- 중앙대학교 사범대학 체육교육학과 학사 졸업
- 명지대학교 사회교육대학원 연극영화과졸업
- 광운대학교 경영대학원졸업
- 국제문화대학원대학교 석사졸업